# Marjorie Cameron
Marjorie Cameron Parsons Kimmel (Belle Plaine, 23 de abril de 1922-Los Ángeles, 24 de junio de 1995), más conocida por su monónimo Cameron, fue una artista, poetisa, actriz y ocultista estadounidense. Seguidora del Thelema, movimiento religioso impulsado por el ocultista británico Aleister Crowley, basó gran parte de su obra artística en este tipo de creencia.
Nacida en Belle Plaine, Iowa, Cameron se alistó como voluntaria en la Armada de los Estados Unidos durante la Segunda Guerra Mundial, tras lo cual se instaló en Pasadena, California. Allí conoció al empresario y ocultista Jack Parsons, quien creía que ella era la mujer «elemental» que había invocado en las primeras fases de una serie de rituales de magia sexual conocidos como «Babalon Working». Se casó con el empresario en 1946 y a raíz de esta relación se implicó en la doctrina del Thelema. Tras la muerte de su esposo en 1952, Cameron creó un grupo ocultista multirracial denominado «The Children», que llevaba a cabo rituales de magia sexual con la intención de producir «niños de la luna» mestizos que fueran devotos del dios egipcio Horus. El grupo pronto se disolvió, en gran parte porque muchos de sus miembros empezaron a preocuparse por las predicciones cada vez más apocalípticas de Cameron.
De vuelta a Los Ángeles, entabló amistad con el actor y ocultista Samson De Brier y se estableció en la comunidad artística de vanguardia de la ciudad. Durante esa época se hizo amiga de los cineastas Curtis Harrington y Kenneth Anger, y apareció como actriz en los filmes de Harrington The Wormwood Star y Marea nocturna, y en la película de Anger Inauguration of the Pleasure Dome. En años posteriores figuró en producciones de directores experimentales como John Chamberlain y Chick Strand.
Durante las décadas de 1950 y 1960 vivió en Joshua Tree, San Francisco y Santa Fe, y en 1955 tuvo una hija llamada Crystal Eve. Aunque sus problemas de salud le impidieron trabajar de manera constante durante este periodo, su arte y su poesía dieron lugar a varias exposiciones. Desde finales de la década de 1970 hasta su muerte por un tumor cerebral en 1995, Cameron vivió en un bungaló de West Hollywood, donde crio a su hija y a sus nietos, se interesó por el esoterismo y produjo textos poéticos y pinturas.
Su reconocimiento como artista aumentó tras su muerte, cuando sus pinturas empezaron a figurar en galerías de su país natal e internacionales. Como resultado de la mayor atención prestada a Parsons, la vida de Cameron también obtuvo mayor cobertura a principios de la década de 2000. En 2006 se creó la Fundación Cameron-Parsons para preservar y promover su obra, y en 2011 se publicó una biografía de la artista, titulada Wormwood Star y escrita por Spencer Kansa.

## Biografía

### Primeros años: 1922-1945

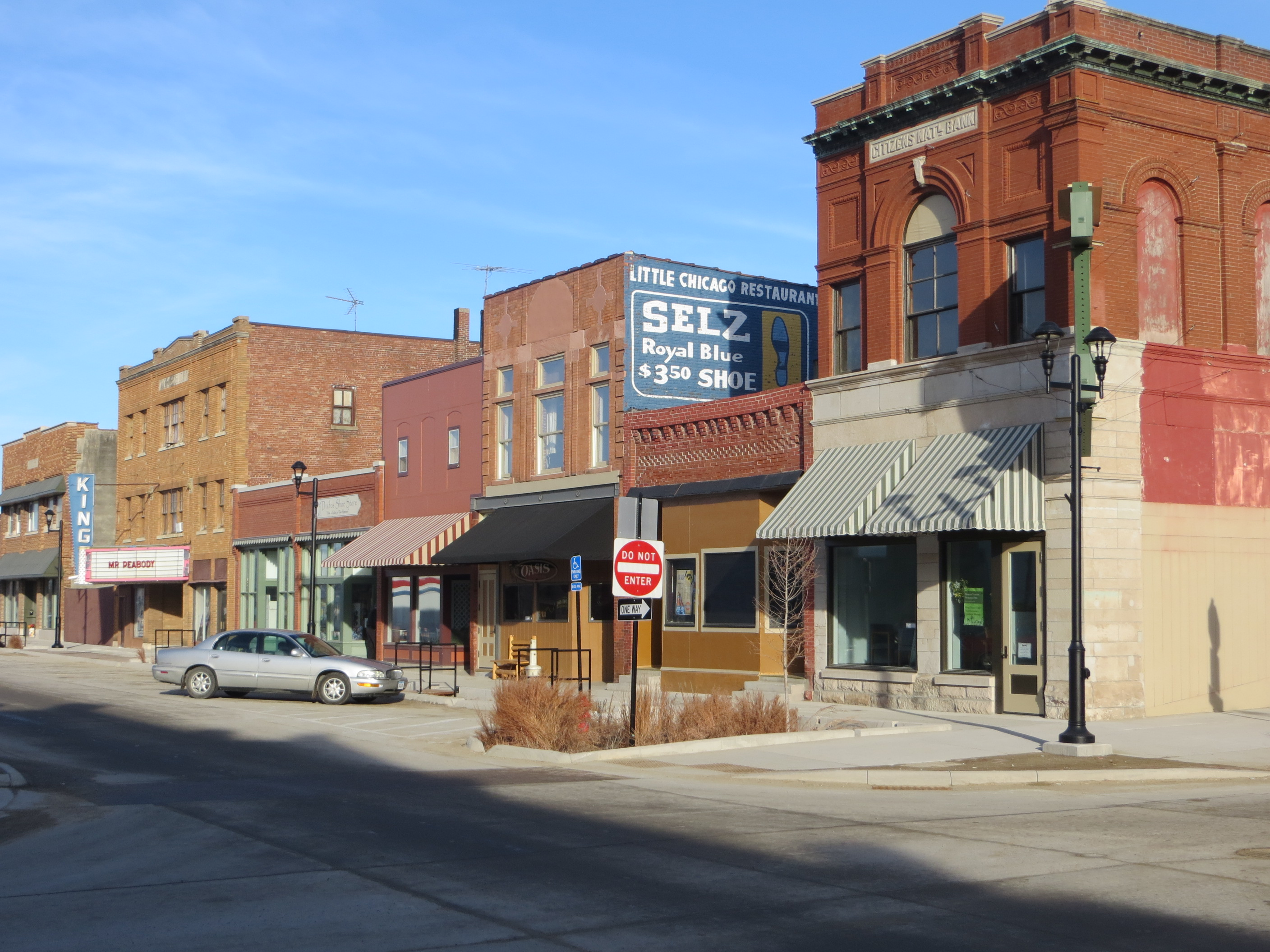
Cameron nació en la ciudad de Belle Plaine, Iowa. Esta imagen de 2014 muestra la calle principal del Distrito Histórico.

Cameron nació en Belle Plaine, Iowa el 23 de abril de 1922. Su padre, el ferroviario Hill Leslie Cameron, era hijo adoptivo de una familia escocesa-irlandesa; su madre, Carrie Cameron (de soltera Ridenour), poseía ascendencia neerlandesa. Tuvo tres hermanos menores: James (nacido en 1923), Mary (nacida en 1927) y Robert (nacido en 1929). La familia vivía en una zona acomodada al norte de la ciudad, aunque debido a la Gran Depresión pasaban constantes afugias económicas. Cameron asistió a la escuela primaria de Whittier y al instituto Belle Plaine, donde obtuvo buenos resultados en arte, inglés y teatro, aunque reprobó otras materias como álgebra, latín y civismo. Tras enterarse del suicidio de una de sus amigas de la infancia, durante un tiempo ella misma contempló esta posibilidad. Se definió como una adolescente rebelde y afirmó que se convirtió «en la paria del pueblo», pues llegó a tener tan mala reputación que ningún padre dejaba que sus hijos se le acercaran. Durante esa época mantenía relaciones sexuales con varios hombres, y tras quedar embarazada, su madre le practicó un aborto ilegal en casa. En 1940 la familia se trasladó a Davenport para que Hill pudiera trabajar en la fábrica de municiones Rock Island Arsenal. Cameron completó su último año de educación secundaria en el instituto de Davenport, y al salir de la escuela, trabajó como artista expositora en una cadena de almacenes locales.
Cuando Estados Unidos entró en la Segunda Guerra Mundial, Cameron se alistó en febrero de 1943 en el Women Accepted for Volunteer Emergency Service, rama femenina dependiente de la Armada de los Estados Unidos. Inicialmente fue enviada a un campo de entrenamiento en el Iowa State Teachers College de Cedar Falls, y más tarde fue destinada a Washington D. C. donde trabajó como cartógrafa para el Estado Mayor Conjunto. Durante el desempeño de estas funciones, conoció al Primer Ministro del Reino Unido, Winston Churchill, en mayo de 1943. Fue reasignada a la Unidad Fotográfica Naval en Anacostia, donde ofició como vestuarista para documentales de propaganda, y durante este periodo conoció a varias estrellas del cine de Hollywood. Cuando su hermano James regresó a Estados Unidos herido del servicio en el extranjero, ella se ausentó sin permiso y viajó a Iowa para visitarlo, por lo que fue juzgada por un consejo de guerra y confinada en un cuartel durante el resto de la guerra. Por razones desconocidas para ella, fue licenciada con honores en 1945. Viajó a Pasadena, California para encontrarse con su padre y sus hermanos, que habían sido contratados en el Laboratorio de Propulsión a Reacción (JPL).

### Primer acercamiento al Thelema y relación con Jack Parsons: 1946-1952

Hexagrama unicursal de Aleister Crowley, exponente de la doctrina del Thelema.

En Pasadena, Cameron se encontró con un antiguo colega, quien la invitó a visitar una mansión de estilo Craftsman conocida como «The Parsonage» que era propiedad de Jack Parsons, un científico que había sido uno de los fundadores del JPL y un devoto seguidor del Thelema, un movimiento religioso fundado por el ocultista británico Aleister Crowley en 1904. Parsons tenía un alto rango en la Logia Agape, una rama de la Ordo Templi Orientis (OTO). Sin que Cameron lo supiera, Parsons acababa de terminar una serie de rituales de magia enoquiana con su amigo y huésped L. Ronald Hubbard, con la intención de atraer a una mujer «elemental» para que se convirtiera en su amante. Al ver a Cameron, Parsons consideró que era la persona a la que había invocado. Tras conocerse el 18 de enero de 1946, ambos se sintieron atraídos al instante y pasaron juntos las dos semanas siguientes en el dormitorio principal de la mansión. Aunque Cameron no era consciente de ello, Parsons creía que la unión de ambos era parte de un ritual de magia sexual conocido como «Babalon Working», que tenía como objetivo invocar el nacimiento de la diosa telemita Babalon en forma humana.
Durante una breve visita a Nueva York, Cameron descubrió que estaba embarazada y decidió abortar. Mientras tanto, Parsons cofundó la empresa Allied Enterprises con Hubbard, en la que invirtió los ahorros de toda su vida; sin embargo, se enteró de que este último pretendía huir con su dinero, lo que generó que la relación entre ambos se deteriorara. De regreso a Pasadena y a manera de consolación, Cameron pintó un siniestro cuadro de Sara Northrup, la entonces novia de Hubbard, con las piernas amputadas. Parsons decidió vender su mansión, y la pareja se trasladó a Manhattan Beach. Se casaron el 19 de octubre de 1946 en el juzgado de San Juan Capistrano, en el condado de Orange. Cameron, quien en ese momento sentía aversión por cualquier tipo de religión, no se interesó en un principio por las creencias telemitas y las prácticas ocultistas de su esposo, aunque él sostenía que ella tenía un destino importante, por lo que le dio el nombre mágico de «Cándida».

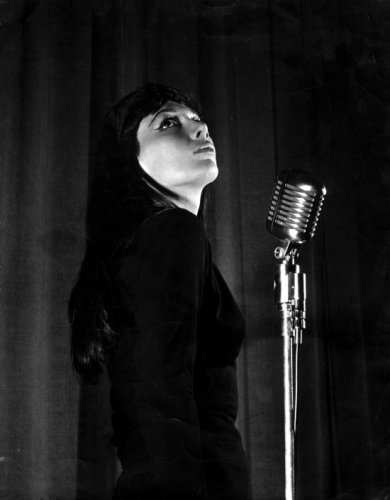
La cantante y actriz francesa Juliette Gréco (en la imagen) fue una de sus mejores amigas a finales de la década de 1940.

En el invierno de 1947, Cameron viajó de Nueva York a París a bordo del transatlántico SS America con la intención de estudiar arte en la Académie de la Grande Chaumière, donde esperaba ser admitida mediante una carta de recomendación del Art Center College of Design de Pasadena. También quería reunirse personalmente con Crowley en Inglaterra para contarle sobre el «Babalon Working» de Parsons. A su llegada a la capital francesa, se enteró del fallecimiento del ocultista y su ingreso a la academia fue negado. Encontró el París de la posguerra «extremo y sombrío», se hizo amiga de la actriz y cantante Juliette Gréco y pasó tres semanas en Suiza antes de regresar a casa. Allí empezó a mostrar síntomas de catalepsia, por lo que su esposo le sugirió que leyera los libros de Sylvan Muldoon sobre proyección astral y la animó a leer La rama dorada de James George Frazer, El rey y el cadáver de Heinrich Zimmer y El héroe de las mil caras de Joseph Campbell. Aunque seguía sin aceptar el Thelema, se interesó cada vez más por el ocultismo y, en particular, por el uso del tarot.
Mientras tanto, la relación empezó a deteriorarse y ambos contemplaron el divorcio. Cameron decidió visitar la comuna artística de San Miguel de Allende en México y entabló amistad con la artista Renate Druks, y Parsons se mudó a una casa en Redondo Beach y mantuvo una breve relación con una irlandesa llamada Gladis Gohan. En marzo de 1951, la pareja nuevamente reconciliada se mudó a una cochera en South Orange Grove; Parsons consiguió un trabajo en la Bermite Powder Company como constructor de explosivos para la industria cinematográfica. Volvieron a celebrar fiestas a las que asistían en su mayoría bohemios y miembros de la generación beat, y Cameron acudía a los clubes de jazz de Central Avenue con su amiga, la escultora Julie Macdonald. Durante esa época, la artista realizó ilustraciones para revistas de moda y vendió algunas de sus pinturas; uno de sus clientes era el artista Jirayr Zorthian. La pareja decidió realizar un viaje de algunos meses a México, pero el 17 de junio de 1952, un día antes de su partida, Parsons recibió un pedido urgente de explosivos para un rodaje y empezó a trabajar en él en su casa. En medio de este proyecto, una explosión destruyó el edificio hiriéndolo mortalmente. Cameron no quiso ver su cuerpo y se marchó a San Miguel de Allende tras pedirle a su amigo George Frey que supervisara la incineración.

### «The Children» y trabajos como actriz: 1952-1968
Durante su estancia en México, Cameron empezó a realizar rituales de sangre con la esperanza de comunicarse con el espíritu de su fallecido esposo. Como parte de estos ritos, afirmó haber recibido una nueva identidad mágica de nombre «Hilarion». Cuando se enteró del presunto avistamiento de un objeto volador no identificado sobre el Capitolio en Washington D. C., lo consideró una respuesta a la muerte de Parsons. Al cabo de dos meses, regresó a California e intentó suicidarse de nuevo. Cada vez más interesada en el ocultismo, empezó a leer todos los documentos dejados por su marido; al acoger sus creencias telémicas, comprendió su propósito al llevar a cabo el «Babalon Working» y llegó a creer que albergaba el espíritu de esta entidad. Esto la llevó a conjeturar que Parsons había sido asesinado por la policía o por antisionistas, y continuó sus intentos de proyección astral para entrar en comunión con su espíritu.
Su estabilidad mental se empezó a deteriorar. Llegó a estar convencida de que una prueba nuclear en el atolón de Eniwetok provocaría la destrucción de la costa de California. Hay pruebas no concluyentes de que estuvo internada en un hospital psiquiátrico durante este periodo antes de tener un breve romance con el jazzista afroamericano Leroy Booth, una relación que habría sido ilegal en aquella época. Durante esa misma época se alojó con el telemita Wilfred Talbot Smith y su esposa, aunque Smith creía que Cameron había perdido la razón.
En diciembre de 1952 se trasladó a un rancho abandonado en Beaumont, California, a unos 140 kilómetros de Redondo Beach. Con la ayuda de Renate Druks y Paul Mathison, reunió a su alrededor a un grupo de practicantes de magia a los que llamó «The Children», compuestos intencionadamente por miembros de varias razas. De esta forma, supervisó una serie de rituales de magia sexual con la intención de crear una raza de «hijos de la luna» mestizos que serían devotos del dios Horus. Quedó embarazada como resultado de estos ritos y llamó a su futuro hijo «estrella de Ajenjo», aunque el embarazo terminó en un aborto involuntario. Con el tiempo, muchos de sus asociados en este círculo se distanciaron de ella, en particular debido a sus pronunciamientos cada vez más apocalípticos. Afirmaba que México estaba a punto de conquistar a los Estados Unidos, que una guerra racial estallaría en el Viejo Mundo, que un cometa golpearía la Tierra y que un platillo volador la rescataría a ella y a sus seguidores para llevarlos a Marte. Durante sus rituales mágicos consumía diversas drogas, como marihuana, peyote y hongos alucinógenos, y en junio de 1953 se trasladó a Los Ángeles para asistir a una conferencia de Gerald Heard sobre el uso de sustancias para expandir la mente. Cameron sufría alucinaciones auditivas, frecuentes ataques de depresión y cambios drásticos de humor; durante este período, mantuvo correspondencia con la telemita Jane Wolfe, aunque otros seguidores de la doctrina de Crowley como Karl Germer y Gerald Yorke la creían demente.
Tras revisar el texto oracular chino del I Ching, Cameron regresó a Los Ángeles y se fue a vivir con Booth hasta que fueron detenidos por posesión ilegal de drogas. En libertad bajo fianza, se mudó a la casa de Druks en Malibú y, a través de ella, se unió al círculo artístico de vanguardia que rodeaba a Samson De Brier. En este contexto conoció al cineasta telemita Kenneth Anger, y tras una fiesta organizada por Mathison y Druks, éste decidió producir una película en la que aparecieran Cameron y otros miembros del grupo. El filme resultante fue Inauguration of the Pleasure Dome. Tras ver la película, el ocultista británico Kenneth Grant se contactó con ella con la esperanza de que se trasladara a Inglaterra y se uniera a su grupo llamado la Nueva Logia Isis; sin embargo, Cameron nunca respondió a la invitación.
A través de amigos comunes, Cameron conoció a Sheridan «Sherry» Kimmel, con quien inició una relación. Kimmel, veterano de la Segunda Guerra Mundial y natural de Florida, sufría un trastorno de estrés postraumático que a menudo le provocaba fuertes cambios de humor. Interesado por el ocultismo y celoso por la influencia que Parsons seguía ejerciendo sobre Cameron, destruyó las notas sobre el «Babalon Working» que ella había conservado. Cameron volvió a quedar embarazada, aunque nunca estuvo segura de quién era el padre. Tuvo una hija, Crystal Eve Kimmel, en la Nochebuena de 1955. Durante la etapa de crianza dejó que su hija se comportara a su antojo, pues creía que era la mejor manera de enseñanza. Por esa época produjo junto con su amigo Curtis Harrington un cortometraje titulado The Wormwood Star, que se rodó en casa del multimillonario mecenas del arte Edward James; la película muestra imágenes de las pinturas de Cameron y presenta algunos de sus poemas recitados.
En otoño de 1956 la artista celebró su primera exposición en el estudio de Walter Hopps en Brentwood; sin embargo, varios cuadros quedaron destruidos luego de que la galería se incendiara. Por aquel entonces, Cameron conoció al actor Dean Stockwell en un recital público de poesía; él se la presentó a su amigo y también actor Dennis Hopper. También se asoció con el artista Wallace Berman, que utilizó una fotografía suya en la portada del primer volumen de su revista de arte Semina. El volumen también incluía un dibujo de Cameron titulado Peyote Vision, obra de connotación sexual que apareció en la exposición que Berman organizó en 1957 en la Galería Feris de Los Ángeles y que finalmente fue allanada y clausurada por la policía. Los investigadores alegaron que Peyote Vision, en la que aparecían dos figuras copulando, era pornográfica e indecente.
A finales de 1957, Cameron se trasladó a San Francisco con sus amigos Norman Rose y David Metzer. Allí se mezcló en los mismos círculos sociales bohemios que muchos artistas y escritores de la generación beat frecuentaban, y era asidua a las lecturas de poesía de vanguardia. Comenzó una relación con el artista Burt Shonberg, del popular Café Frankenstein, y se mudó con él a un rancho en las afueras de Joshua Tree. Juntos empezaron a explorar el tema de la ufología y se hicieron amigos del autor George Van Tassel. Cuando Sheridan Kimmel fuera dado de alta de un psiquiátrico, Cameron retomó su relación con él, y en 1959 se casaron en una ceremonia civil en el Ayuntamiento de Santa Mónica; su relación fue tensa y se separaron poco después.

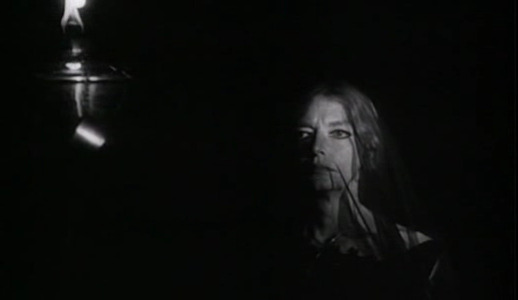
Cameron en el filme Marea nocturna (1961) de Curtis Harrington.

En 1961 apareció junto a Hopper en el primer largometraje de Harrington, Marea nocturna. La película fue un éxito de crítica y, a pesar de no recibir una amplia distribución, con el paso de los años se convirtió en un clásico de culto. Fue invitada a aparecer en Games, el siguiente filme del cineasta, aunque finalmente su participación no se materializó. Después de que Cameron se trasladara a Venice, Los Ángeles, una tienda de arte local expuso su obra en agosto de 1961. A su regreso a los Estados Unidos desde Europa, Anger se instaló con ella durante un tiempo, y a comienzos de 1964 se mudaron a un piso en Silverlake Boulevard; Anger permaneció allí antes de marcharse a Nueva York. Según Bill Landis, biógrafo de Anger, Cameron se había convertido en «una figura materna bastante formidable» en la vida del cineasta.
En octubre de 1964, el Cinema Theatre de Los Ángeles celebró un evento conocido como The Transcendental Art of Cameron, en el que se exhibieron su arte y su poesía y se proyectaron algunas de sus películas; sin embargo, Anger saboteó el acto al oponerse a que se proyectara Inauguration of the Pleasure Dome sin su permiso; a partir de entonces, el director inició una campaña de desprestigio en contra de Cameron. Tras limar asperezas, Anger le presentó a Anton LaVey, fundador de la Iglesia de Satán, quien disfrutó del encuentro con Cameron porque era un aficionado de Marea nocturna.

### Últimos años: 1969-1995
A finales de la década de 1960, Cameron y su hija se trasladaron a Santa Fe, Nuevo México, donde entabló amistad con el escultor John Chamberlain y actuó en su película Thumb Suck, que nunca llegó a estrenarse. Durante su estancia allí sufrió un colapso pulmonar y tuvo que ser hospitalizada. Su salud era precaria, ya que padecía bronquitis crónica y enfisema (ambos agravados por su tabaquismo compulsivo), y los temblores en sus manos le impidieron pintar durante cuatro años. Regresó a California y en 1969 se mudó a Joshua Tree, para luego trasladarse con su hija a un pequeño bungaló en la avenida North Genesee, en la empobrecida zona de West Hollywood de Los Ángeles, que en aquella época se asociaba con la delincuencia, los sex shops y las salas de cine para adultos; allí permaneció el resto de su vida.

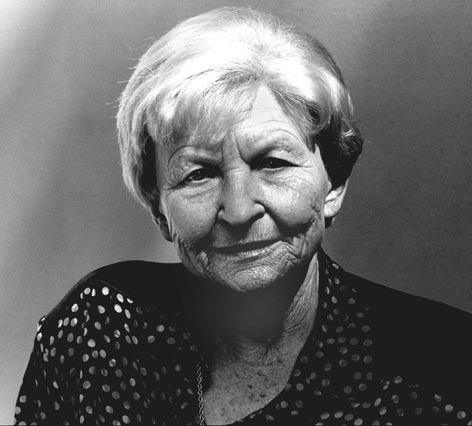
En sus últimos años, Cameron estudió la obra de la arqueóloga y antropóloga lituana Marija Gimbutas (en la imagen).

A mediados de los años 1980, Cameron se centró más en su vida familiar, sobre todo en el cuidado de sus nietos, a los que solía llevar de paseo en su jeep. Los vecinos la recuerdan tocando un arpa celta en su jardín y paseando lentamente a su perro alrededor de la manzana mientras fumaba un cigarrillo de marihuana; incluso fue detenida por cultivar cannabis en su casa. Se convirtió en una asidua practicante de taichí, participó en sesiones de grupo en Bronson Park bajo la tutela del maestro en artes marciales Marshall Ho'o y obtuvo un certificado de enseñanza en la materia. Durante esa época mostró interés en las obras literarias El factor maya de José Argüelles y La senda del león de Charles Musès, y emprendió las prácticas neochamánicas recomendadas en este último. Las afirmaciones de la arqueóloga Marija Gimbutas sobre una sociedad matriarcal prehistórica consagrada a una diosa fueron una gran influencia para ella en ese momento, y grabó con su propia voz el libro Woman and Superwoman de A. S. Raleigh para distrubuirlo entre sus amigos y algunas emisoras locales de radio. A pesar de tener estos intereses espirituales dispares, conservó la fe en las ideas de Crowley.
Además de recibir a viejos amigos que iban a visitarla a su casa, Cameron también se reunía con ocultistas más jóvenes, como el telemita William Breeze y la cantante de música experimental Genesis P-Orridge. Ayudó a Breeze a coeditar una recopilación de los escritos ocultistas y libertarios de Parsons, que se publicaron con el título Freedom is a Two-Edged Sword en 1989. Cameron conocía al cineasta experimental Chick Strand y apareció en su proyecto Loose Ends (1979), en el que narraba la historia de un exorcismo. En 1989 se celebró una exposición de su obra titulada The Pearl of Reprisal en la Galería Municipal de Arte de Los Ángeles, que incluía una selección de sus pinturas y una proyección de Inauguration of the Pleasure Dome y The Wormwood Star. La artista asistió para ofrecer una lectura de su poesía a la luz de las velas.

## Fallecimiento
A mediados de la década de 1990, a Cameron le diagnosticaron un tumor cerebral y se sometió a un tratamiento de radioterapia, que complementó con medicinas alternativas. Sin embargo, el tumor era canceroso y había hecho metástasis en los pulmones. Murió a los setenta y tres años en el Centro Médico Veterans Health el 24 de julio de 1995 y se sometió a la extremaunción telémica, llevada a cabo por una gran sacerdotisa del Ordo Templi Orientis. Su cuerpo fue incinerado y sus cenizas esparcidas en el desierto de Mojave. En agosto se celebró un acto conmemorativo en el Centro de Artes Literarias Beyond Baroque de Venice.

## Personalidad
Cameron prefería ser conocida por su apellido como monónimo. Según el historiador Martin P. Starr, su «dominante personalidad no admitía rivales de ningún tipo». El escritor de moda Tim Blanks señaló que era «una mujer carismática» activa en el «machista mundo del arte» de mediados del siglo XX, y que no era de extrañar lo «seductora y peligrosa» que debió parecer a Hopper y a Stockwell.
Stockwell la describió como dueña de «un carácter muy, muy intenso, pero muy fascinante», y Hopper, quien la consideraba «una bruja en toda regla», aseguró que tenía «una personalidad contagiosa por su presencia [...] sabías que era diferente y tenía una cualidad magnética a la que querías acercarte». El fotógrafo Charles Brittin, que tuvo la oportunidad de conocerla en el circuito artístico de Los Ángeles, la definió como «alguien dulce con una gran personalidad, no como algunos de sus amigos querían imaginarla». Su amiga Shirley Berman afirmó que Cameron tenía «muchos grupos diferentes de amigos y una personalidad distinta con cada grupo [...] No tenía una personalidad uniforme, pero siempre fue una persona muy amable».

## Estilo artístico
El teórico de los medios digitales Peter Lunenfeld describió a Cameron como «una de esas personas para las que el arte era vida, y la vida era arte», y afirmó que es necesario comprender su vida para apreciar su trabajo. Sus creencias ocultistas influyeron mucho en su obra. Según Priscilla Frank de The Huffington Post, sus pinturas fusionan «el ocultismo de Crowley con el surrealismo y el simbolismo de los poetas franceses, dando lugar a representaciones oscuras pero caprichosas llenas del poder del más allá». El curador de arte Philippe Vergne manifestó que su trabajo artístico se encuentra «en el límite del surrealismo y la psicodelia, al encarnar un aspecto de la modernidad que duda profundamente y desafía la lógica cartesiana en un momento de la historia en que estos valores han demostrado sus propias limitaciones».
Lunenfeld comparó los dibujos a pluma y tinta en blanco y negro de Cameron con los del artista inglés Aubrey Beardsley, señalando que era capaz de un «feroz y paradójico trabajo de línea —simultáneamente preciso y seductoramente desenfrenado— que funciona a la vez como representación figurativa y como un descarado talismán emocional». En su opinión, en sus dibujos se percibe «pasión y oficio», pero también «una candidez difícil de encontrar en nuestro momento posirónico». También habló de sus acuarelas multicolores perdidas, que aparecían en la obra de Harrington The Wormwood Star, y sugirió que eran como el guion de una película no realizada del cineasta Alejandro Jodorowsky.
El biógrafo Spencer Kansa opinaba que Cameron mostraba paralelismos con la artista y ocultista australiana Rosaleen Norton, tanto por su aspecto físico como por las similitudes entre sus estilos artísticos. Harrington también vio similitudes en la obra de Cameron y las artistas Leonora Carrington y Leonor Fini. En la página web de la fundación Cameron-Parsons, Michael Duncan manifestó que su obra rivaliza con la de colegas surrealistas como Carrington, Fini, Remedios Varo e Ithell Colquhoun, al tiempo que parece «fascinantemente premonitoria» del trabajo de artistas posteriores como Kiki Smith, Amy Cutler, Karen Kilimmck y Hernán Bas. En años posteriores, Cameron fue tachada erróneamente de artista Beat por haber frecuentado muchos de los círculos sociales de poetas y escritores de esta corriente. Rechazando esta etiqueta, Kansa la describió como «una bohemia pre-Beat, cuyo corazón estaba ligado al Romanticismo».

## Legado
Su reputación como artista creció tras su fallecimiento. En 2006, su amigo Scott Hobbs creó la Fundación Cameron-Parsons para que sirviera de archivo y promocionara su obra. En 1995, su pintura Peyote Vision se incluyó en una exposición sobre la cultura Beat celebrada en el Museo Whitney de Arte Estadounidense de Nueva York. Algunas de sus obras se expusieron junto a las de Crowley y otros telemitas en el evento de 2001 Reflections of a New Aeon, llevado a cabo en la Galería Eleven de Long Beach. En 2007 se celebró una retrospectiva de su obra en la Galería Nicole Klagsbrun del barrio neoyorquino de Chelsea, mientras que ese mismo año algunas de sus pinturas aparecieron en la exposición itinerante Semina Culture, dedicada a todos los artistas que colaboraron en la revista de Wallace Berman.

El Centro Pompidou de París (en la imagen) exhibió una de sus obras en 2008.

En 2008, su pintura Dark Angel se presentó en la exposición Traces du Sacré del Centro Pompidou de París. En 2014 se celebró otra retrospectiva titulada Cameron: Songs for the Witch Woman en el Museo de Arte Contemporáneo de Los Ángeles; ese año, la editorial británica Fulgur Esoterica publicó un libro con dibujos de Cameron y poemas de Parsons. En 2015, se presentó una nueva retrospectiva titulada Cameron: Cinderella of the Wastelands en la Galería Deitch Projects de Nueva York, que incluyó una velada en la que amigos de la artista se reunieron para debatir públicamente su legado. Su estética también influyó en el mundo de la moda; las diseñadoras Pamela Skaist-Levy y Gela Nash-Taylor reconocieron que Cameron fue una inspiración parcial para su marca Skaist-Taylor.
La publicación de dos biografías sobre Parsons dio a conocer más detalles sobre la vida de Cameron: Sex and Rockets, de John Carter, y Strange Angel, de George Pendle. Una dramatización de la vida de Parsons se representó en la obra Moonchild en el Teatro The Access en 2004; Cameron fue interpretada por la actriz Heather Tom.
En 2011 se publicó Wormwood Star, una biografía de la artista escrita por el británico Spencer Kansa, aunque no fue autorizada por la Fundación Cameron-Parsons. Kansa pasó casi tres años en Estados Unidos recopilando información de amigos y conocidos, y declaró que la mayoría de las personas a las que entrevistó «fueron inmensamente generosas con su tiempo y sus recuerdos», aunque confesó que uno de ellos lo acusó de ser un agente del FBI en lugar de un biógrafo. En Los Angeles Review of Books, Steffie Nelson señaló que Kansa había actuado con «la debida diligencia para localizar a los conocidos y amigos de Cameron durante su infancia», pero al mismo tiempo criticó la falta de fuentes y notas al pie para reforzar el contenido expuesto.